# Preseed
Preseeding è un metodo utilizzato da Debian e dalle sue derivate per automatizzare l'installazione del sistema operativo. In fase di installazione, le risposte alle domande a cui normalmente risponde l'utente in modo interattivo, sono predeterminate e fornite attraverso un file di configurazione (o tramite specifici parametri di avvio).
Si tratta di installazioni automatiche del tutto simili a quelle che utilizzano un file di risposta in ambito Microsoft Windows.
Molti sistemi operativi basati su Debian supportano nativamente il preseed in quanto si tratta di una funzionalità messa a disposizione direttamente dal Debian-Installer (noto anche come "d-i"). Ad esempio, nonostante Ubuntu sia comunemente installata tramite l'installer Ubiquity, il preseeding del d-i è il metodo consigliato l'automatizzazione delle installazioni di Ubuntu  e per la personalizzazione dei CD di installazione.
Da notare che il preseeding  automatizza il processo di installazione del sistema operativo ma non la sua successiva configurazione e l'installazione di applicazioni aggiuntive che, al contrario, possono essere gestite tramite Fully Automatic Installation.